# ВЛ23
ВЛ23 — радянський електровоз постійного струму. Розшифровка позначення: ВЛ — «Володимир Ленін», 23 — осьове навантаження 23 т.

## Історія

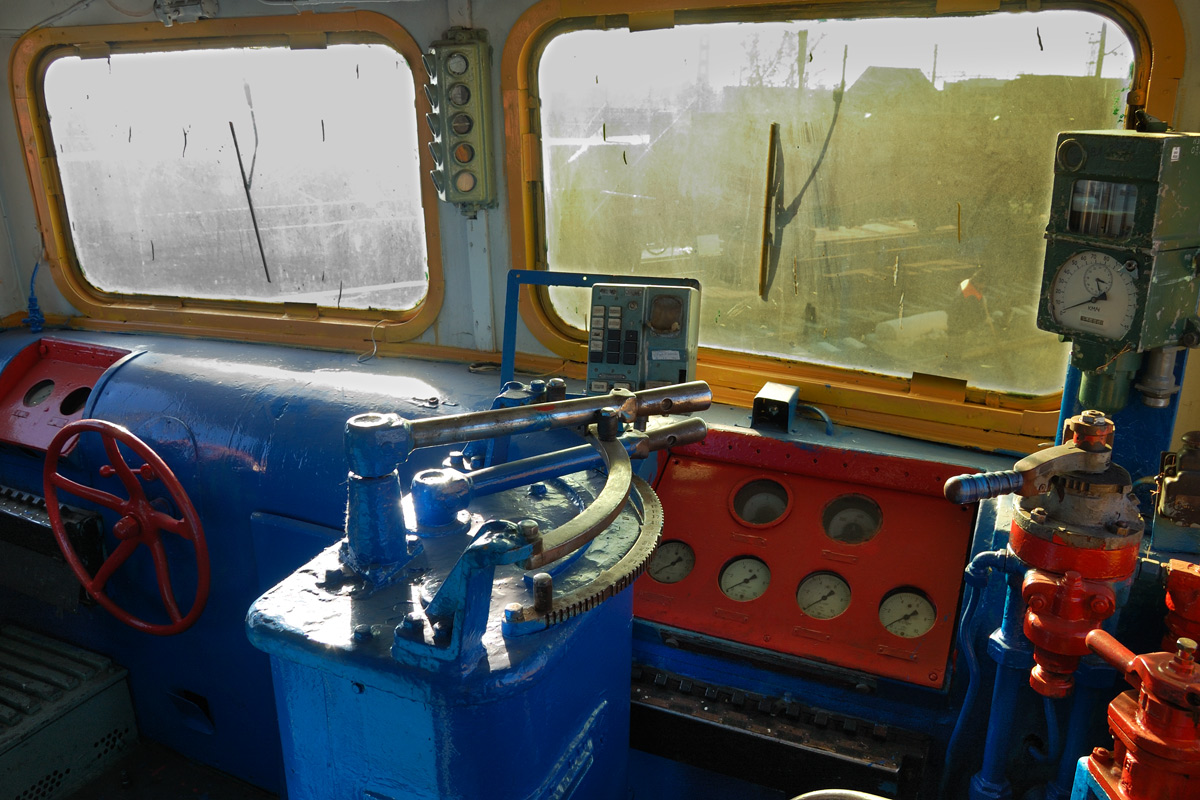
Кабіна електровоза ВЛ23-401

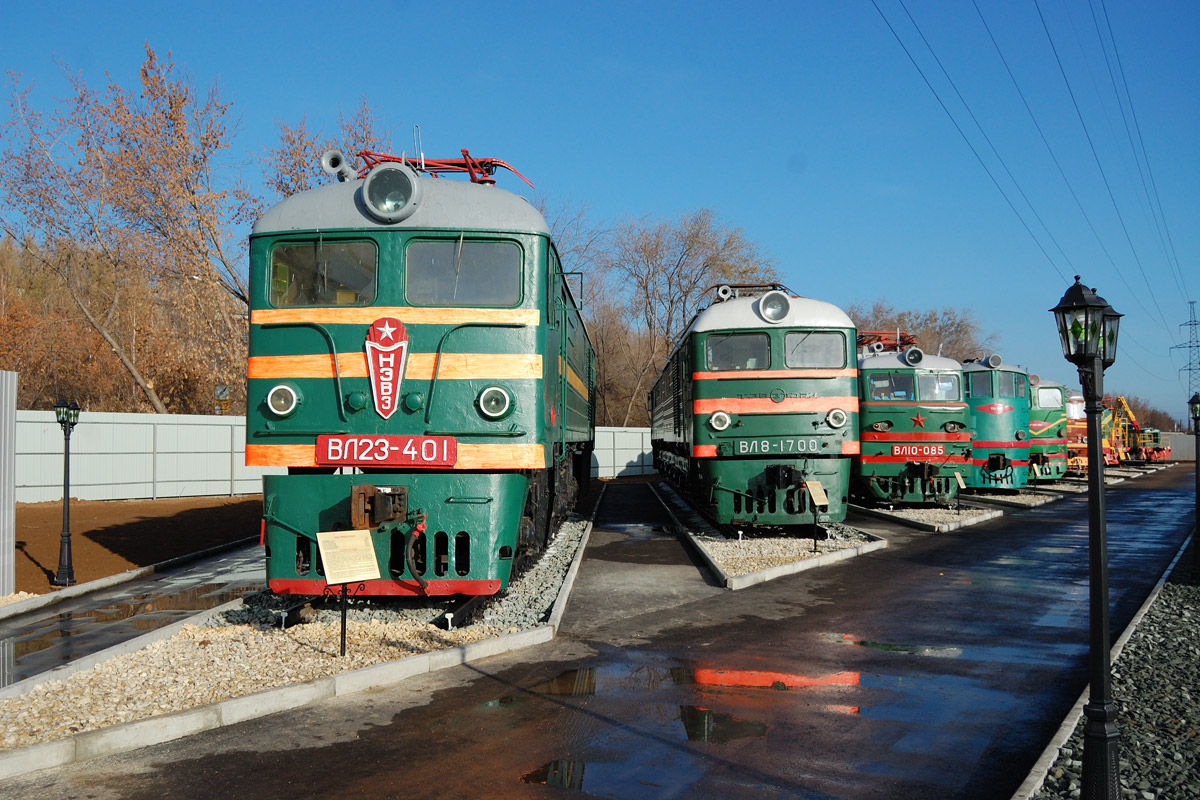
ВЛ23-401 та інші локомотиви в музеї СамГУПС

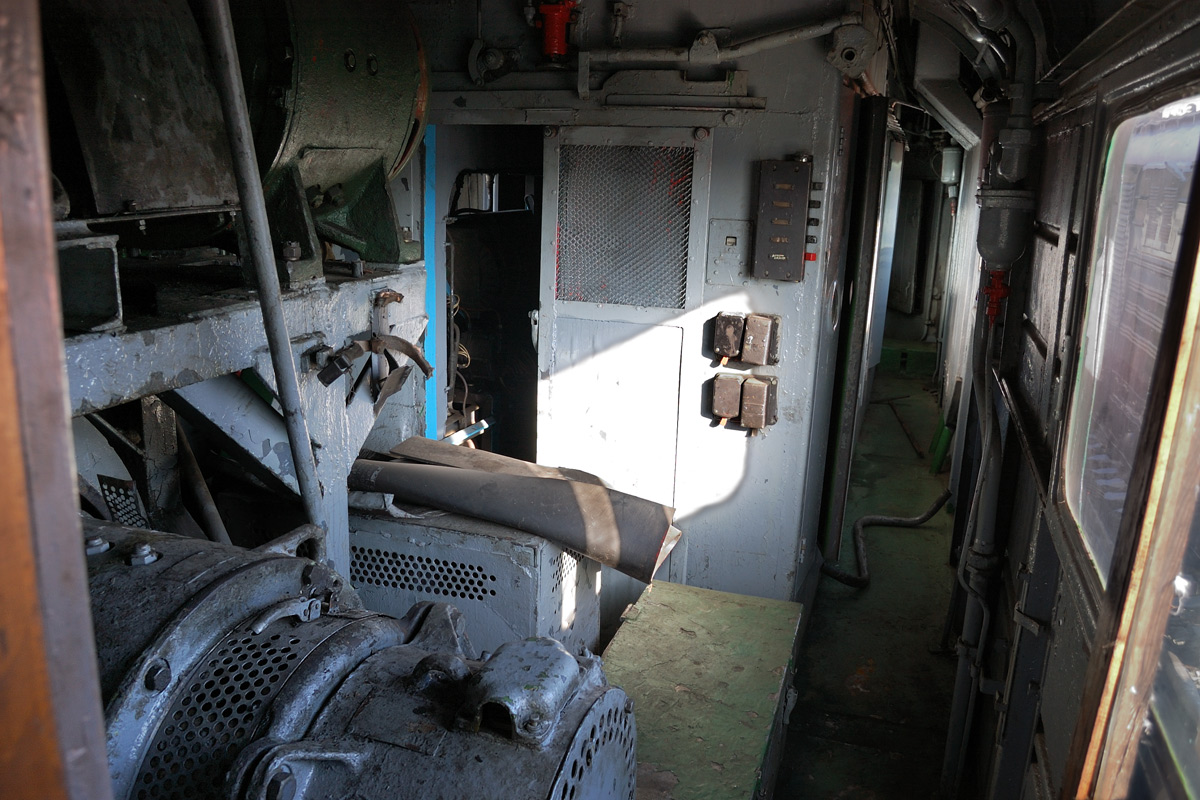
Вид з кабіни в машинному відділенні, відкриті сітчасті двері високовольтної камери

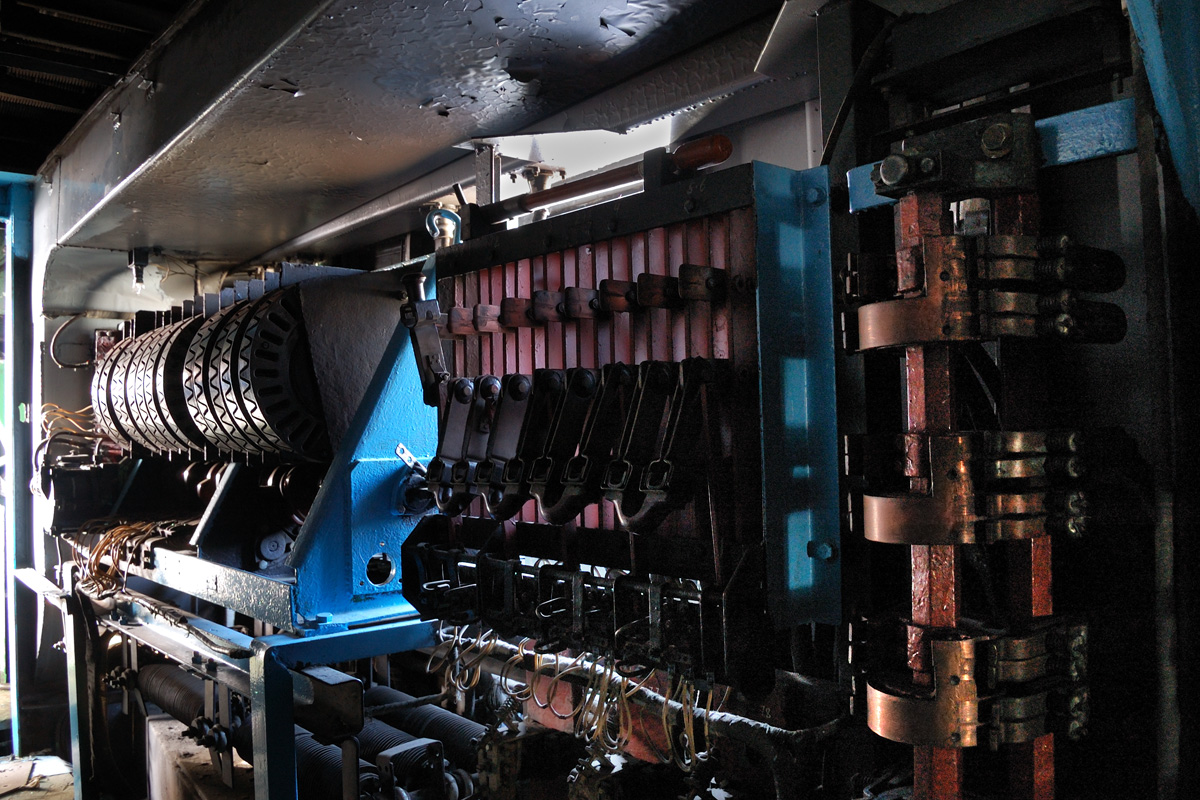
Груповий перемикач, вимикач двигунів і реверсор

У 1954 році Новочеркаський електровозобудівний завод розробив ескізний проєкт нового електровоза, який послужив би заміною електровозова ВЛ22М, основним недоліком якого було швидке падіння сили тяги зі збільшенням швидкості руху і конструкція візків, не давали змоги ефективно експлуатувати його на лініях із горбистим і рівнинним профілями.
Замість ТЕД ДПЕ-400 з годинною потужністю 400 кВт на новому локомотиві передбачалося використовувати ТЕД НБ-406 годинною потужністю 525 кВт електровозів ВЛ8. Нова серія отримала найменування ВЛ23. Деякі елементи електровозів серії ВЛ23 були уніфіковані з ВЛ8 (колісно-моторний блок, мотор-вентилятори) і ВЛ22М (мотор-компресори, схема рекуперативного гальмування на деяких електровозах серії). Проєкт візків був виконаний у двох варіантах: з брусковими рамами за типом рам електровозів ВЛ22М і з литими рамами за типом рам електровозів ВЛ8. На перших дослідних електровозах передбачалось застосування візків із брусковими рамами, на наступних — візки з литими рамами.
У січні — лютому 1956 року Новочеркаський електровозобудівний завод побудував два перших електровози нової серії — ВЛ23-001 і ВЛ23-002. Випробування електровоза ВЛ23-001 показали, що візки володіли достатньою міцністю, а сам електровоз мав задовільну вертикальну динаміку, тому конструкційну швидкість підвищили з проєктних 90 км/год до 100 км/год.
Тягові й гальмівні випробування електровоза ВЛ23-002 проходили на Південно-Уральськоій залізниці. Випробування показали перевагу нового локомотива порівняно з ВЛ22М на високих швидкостях руху. Водночас були відзначені велика схильність електровоза ВЛ23 до боксування при рушанні й розгоні і швидше наростання частоти обертання боксуючої[що це?] колісної пари. Також у нового електровоза спостерігалося підвищене виляння при швидкості вище 70 км/год.
У січні 1958 року НЕВЗ випустив ще два електровози серії ВЛ23 без рекуперативного гальмування з електроапаратурою, розрахованої на великий струм, і збільшеною кількістю пускових ступенів. Відсутність майданчиків по кінцях кузова дозволило збільшити приміщення для електрообладнання. Для вибору з'єднання тягових двигунів (шість двигунів послідовно — на позиціях контролера машиніста до 23-ї включно, дві гілки по три послідовно — на позиціях з 24-го по 38-му, або три гілки по два послідовно — на позиціях із 39-ї по 48-ю) на електровозі встановлений груповий перемикач ПКГ-305 з двоциліндровим пневматичним приводом.
Після припинення в 1958 р. випуску електровозів ВЛ22М завод почав будувати електровози ВЛ23 без рекуперативного гальмування. На електровозі ВЛ23-210 і наступних встановлювалися контролери машиніста, що мають уніфіковані з контролерами електровозів серії ВЛ8 деталі. З електровоза № 475 збільшено обсяг піскових бункерів з 1400 л (2100 кг) до 1960 л (2940 кг).
У 1958 р. Новочеркаський електровозобудівний завод знову повернувся до питання застосування на електровозах ВЛ23 рекуперативного гальмування і у вересні цього ж року випустив два електровози ВЛ23-500 і ВЛ23-501 з рекуперацією. На відміну від електровозів ВЛ23-001 і ВЛ23-002, на нових локомотивах була дещо змінена схема силових ланцюгів. Передбачалася істотна зміна конструкції візків при проєктуванні, але завод не здійснив цих змін.
Електровози серії ВЛ23 будувалися Новочеркаським електровозобудівним заводом до середини 1961 року. Всього було випущено 489 електровозів.

## Експлуатація та модифікації
Електровози серії ВЛ23 використовувалися на багатьох ділянках для обслуговування вантажних, а часто і пасажирських поїздів. В 1959-60 рр .. електровози ВЛ23-070 і ВЛ23-162 водили пасажирський потяг Москва — Рязань, який складався з двоповерхових вагонів.
На головному ходу Жовтневої залізниці (Москва — Ленінград) після електрифікації ділянок Калінін (Твер) — Бологе і далі — до Малої Вішери електровози ВЛ23 змінили у вантажному і вивозному русі електровози ВЛ19 і ВЛ22М (спочатку на дорозі були електрифіковані лише приміські зони Москви і Ленінграда). Завдяки цьому відразу ж збільшилася  вага середнього поїзда до 3200 тонн. Крім того, до середини 90-х років використовувався у вантажному русі на фінляндському напрямку Жовтневої залізниці, а також у пасажирському русі (поїзд Ленінград-Фінляндський — Петрозаводськ).
З 1987 року частина електровозів серії ВЛ23 почала експлуатуватися на Жовтневій залізниці у вигляді постійно зчеплених двох (на головному і на Мурманськом шляху) або трьох локомотивів (ділянка Мурманськ — Кандалакша — Лоухи). Враховувалися як один локомотив і керувалися однією локомотивною бригадою, тобто працювали за системою багатьох одиниць. Їм були присвоєні серії 2ВЛ23 і 3ВЛ23 і надані нові номери.
Електровози ВЛ23 працювали також на електрифікованих постійним струмом рівнинних ділянках Західно-Сибірської дороги (Новосибірськ — Барабинськ). До початку 1990-х років ВЛ23 працювали на Курському напрямку Московської  (приписка депо Тула і Орел).
У 1972 році на одному з електровозів серії ВЛ23 проводилися різні дослідні модернізації, що стосувалися електрообладнання. Електровоз отримав позначення ВЛ23І−006 (індекс І позначав «імпульсне регулювання»).
Слід особливо відзначити, що електровози ВЛ23, не обтяжені зайвими ускладненнями в конструкції механічних частин, електричних апаратів і допоміжних машин, у період 1960-х — 1980-х років були найбільш надійними (за кількістю відмов на одиницю пробігу) локомотивами на магістральних залізницях СРСР.
Капітальним ремонтом електровозів ВЛ23 займалися Новосибірськ, Челябінськ, Запорізький електровозоремонтний завод і Московський локомотиворемонтний завод, на якому капітальний ремонт ВЛ23 тривав до 1994 р. На 1992 рік у парку МПС налічувалося близько 271 штука ВЛ23 і 85 2ВЛ23 і 3ВЛ23.
До середини 1990-х масова експлуатація ВЛ23 була закінчена. Залишилися лише кілька електровозів для вивізної роботи на пасажирських станціях. Два електровози отримало Бакальське рудоуправління (Челябінська область). Один ВЛ23-419 в робочому стані приписаний до депо Орел, ще один ВЛ23-401, працював у депо Тула, а у 2010 році був переданий у музей Самарського ГУПС. Електровоз ВЛ23-069 стоїть у депо Залізнична Московської залізниці, де він використовувався до 2009 р. на маневрах.

## Технічні дані
- Осьова формула — 3O+3O
- Вага в робочому стані — 137 т
- Годинна потужність ТЕД — 6 × 525 кВт
- Сила тяги годинного режиму — 26 400 кгс
- Швидкість годинного режиму — 42,6 км/год
- Тривала потужність ТЕД — 6 × 470 кВт
- Сила тяги тривалого режиму — 22 600 кгс
- Швидкість тривалого режиму — 44,3 км/год
- Конструкційна швидкість — 100 км/год

## Спогади машиніста
Спогади машиніста електровоза ВЛ23 підтверджують високу надійність локомотивів даної серії. Проте є безліч негативних коментарів щодо незручності роботи машиністів і жорсткого ходу електровоза. Автор пише: «У побуті ВЛ23 прозвали „прасками“ за їх гучний і тряский хід, і ця назва закріпилася за ними на десятиліття». У кабіні було холодно через протяги, або жарко від пічки настільки, що у машиніста буквально плавилися підошви черевиків.

## Галерея

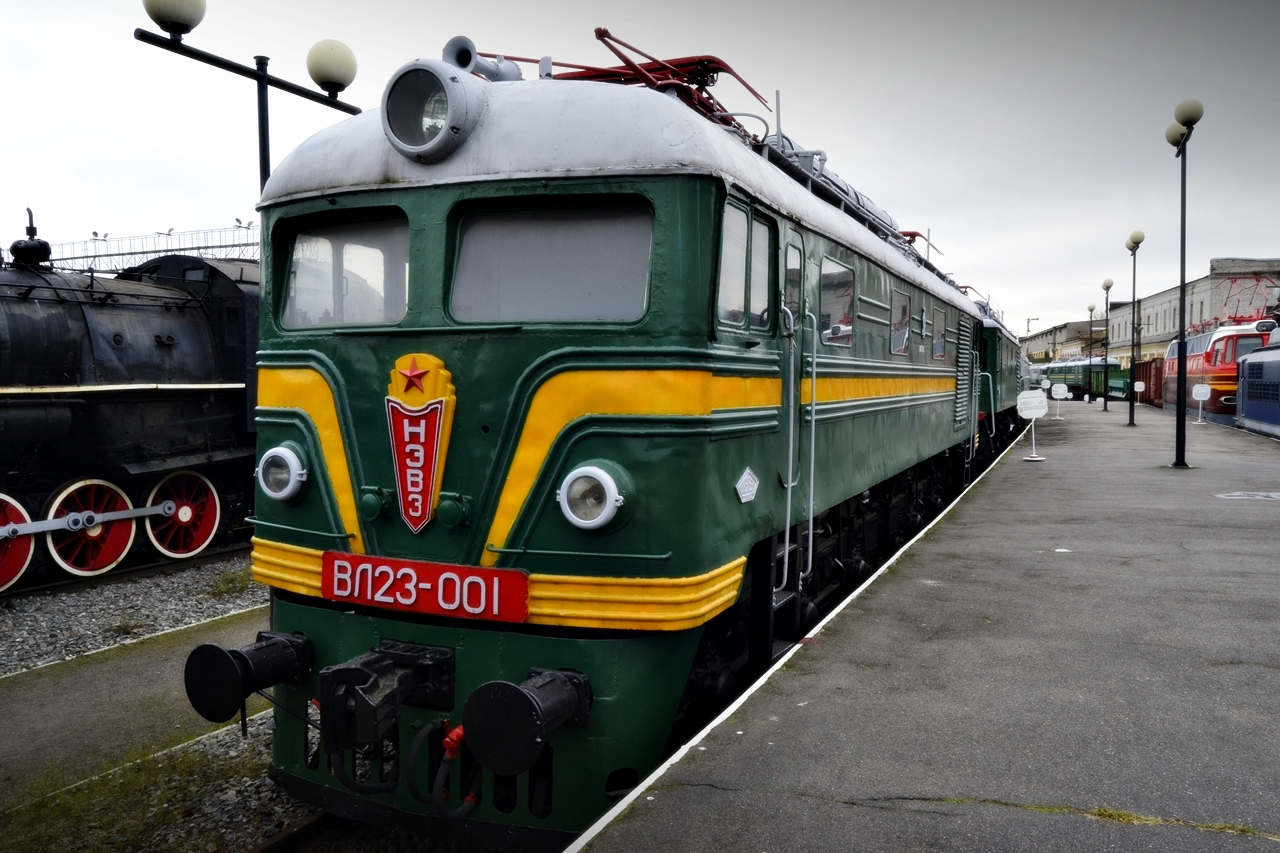
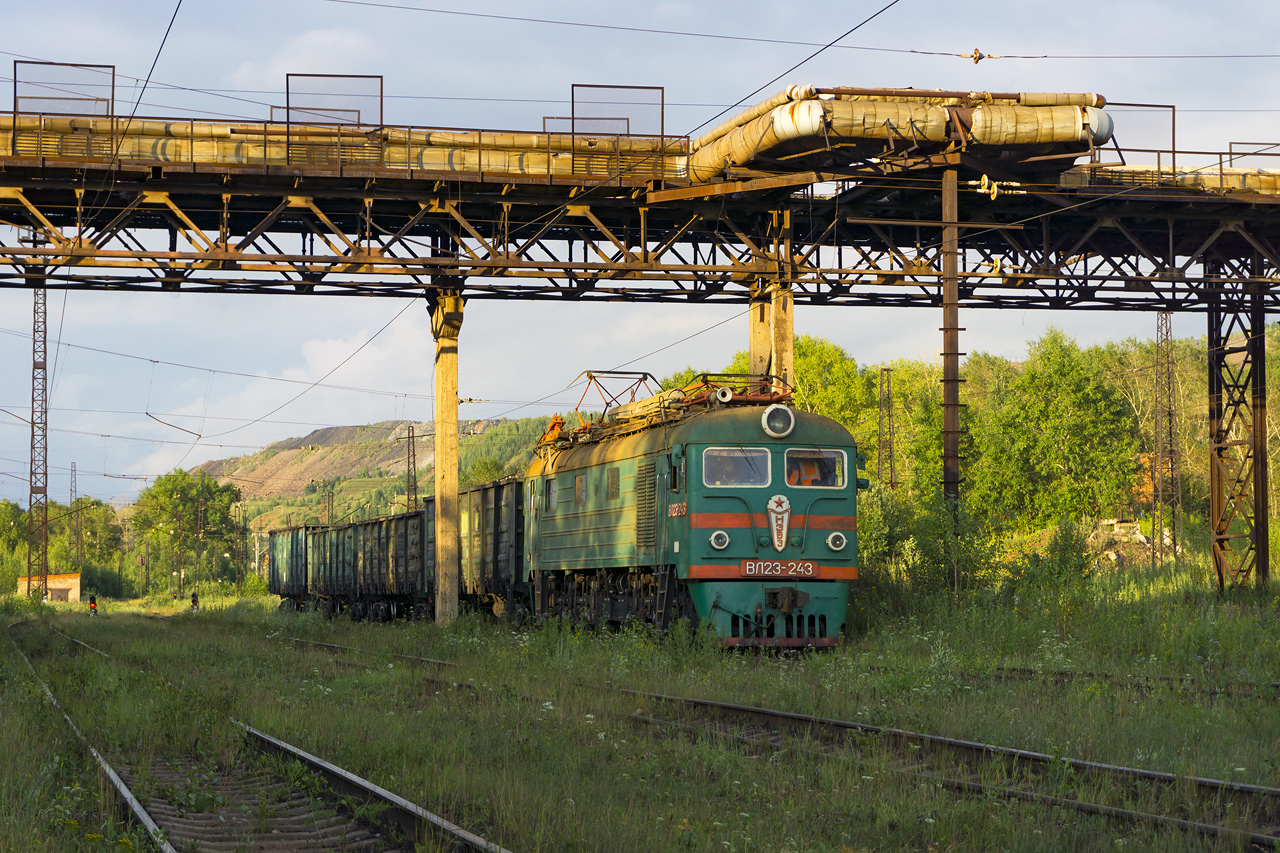
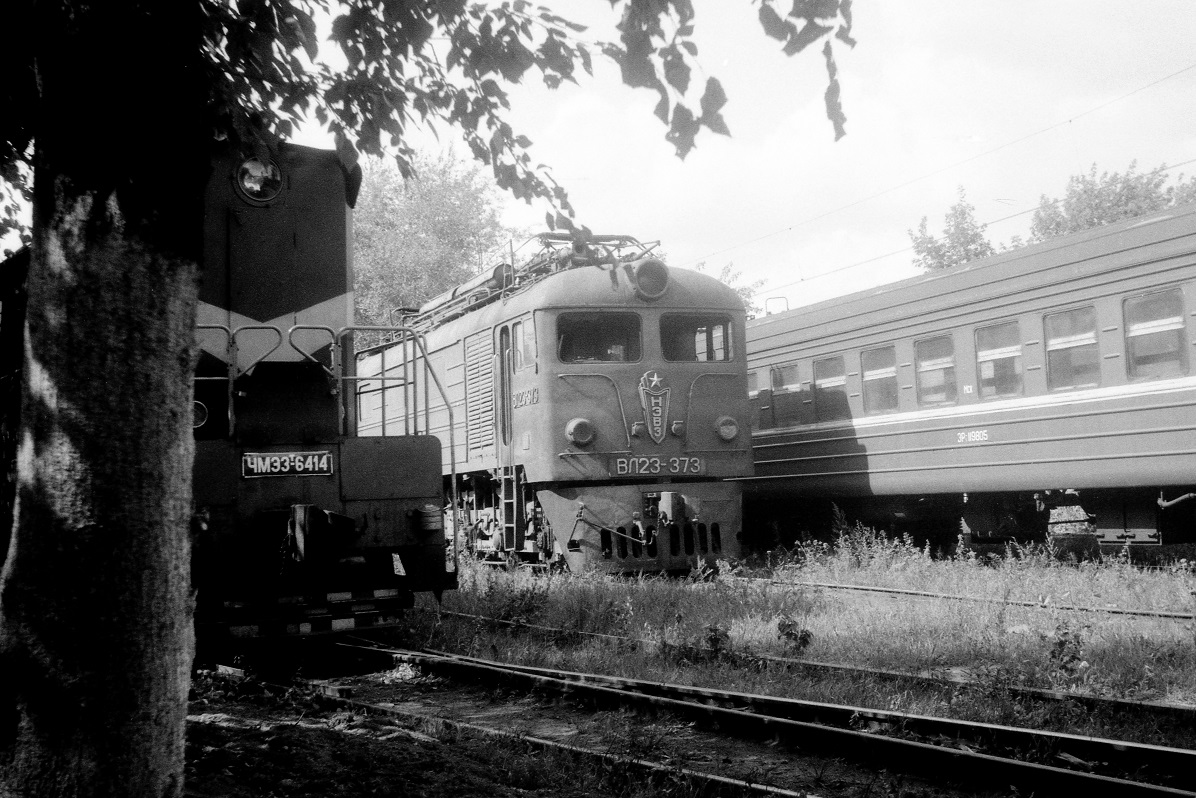
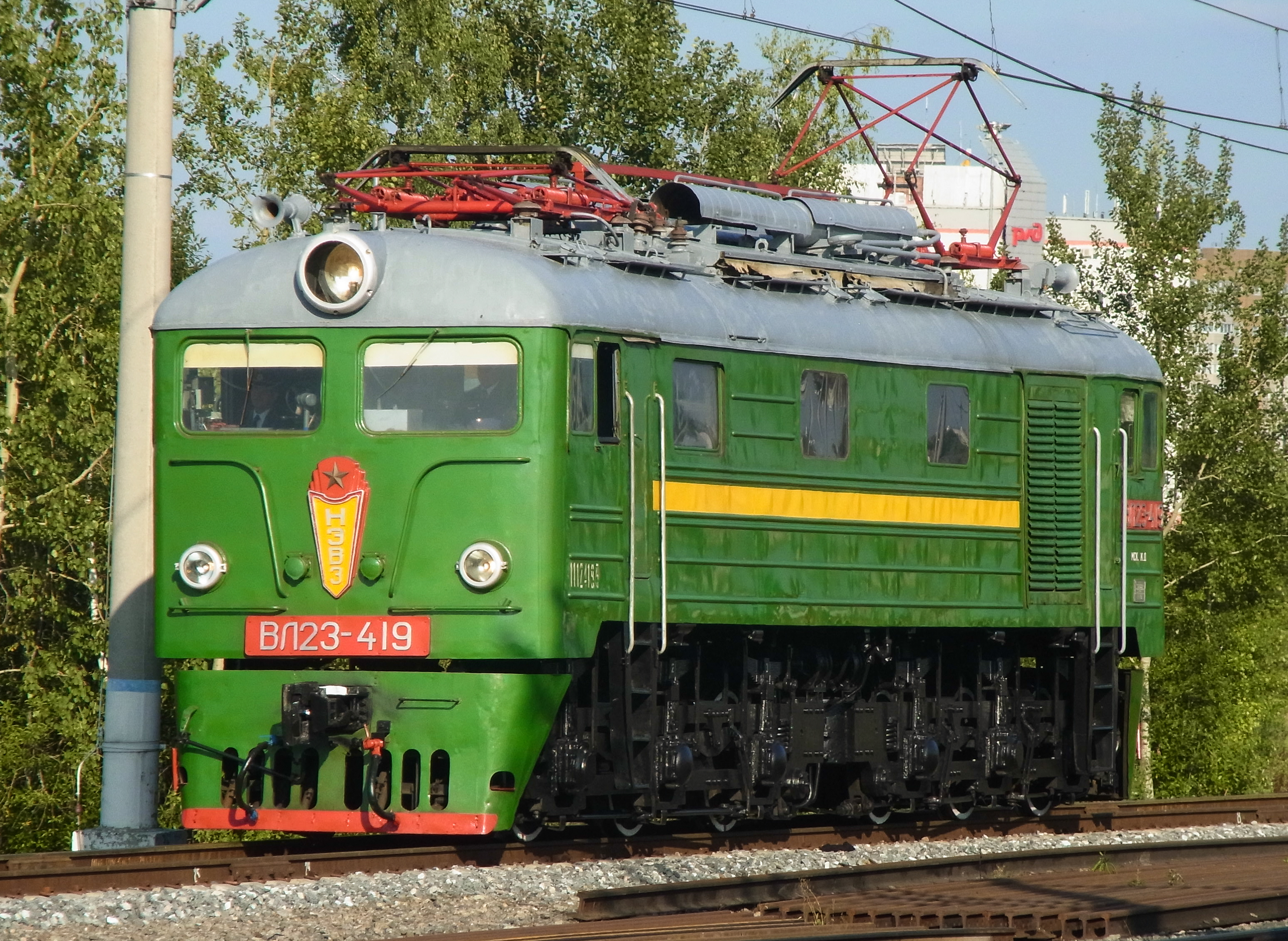
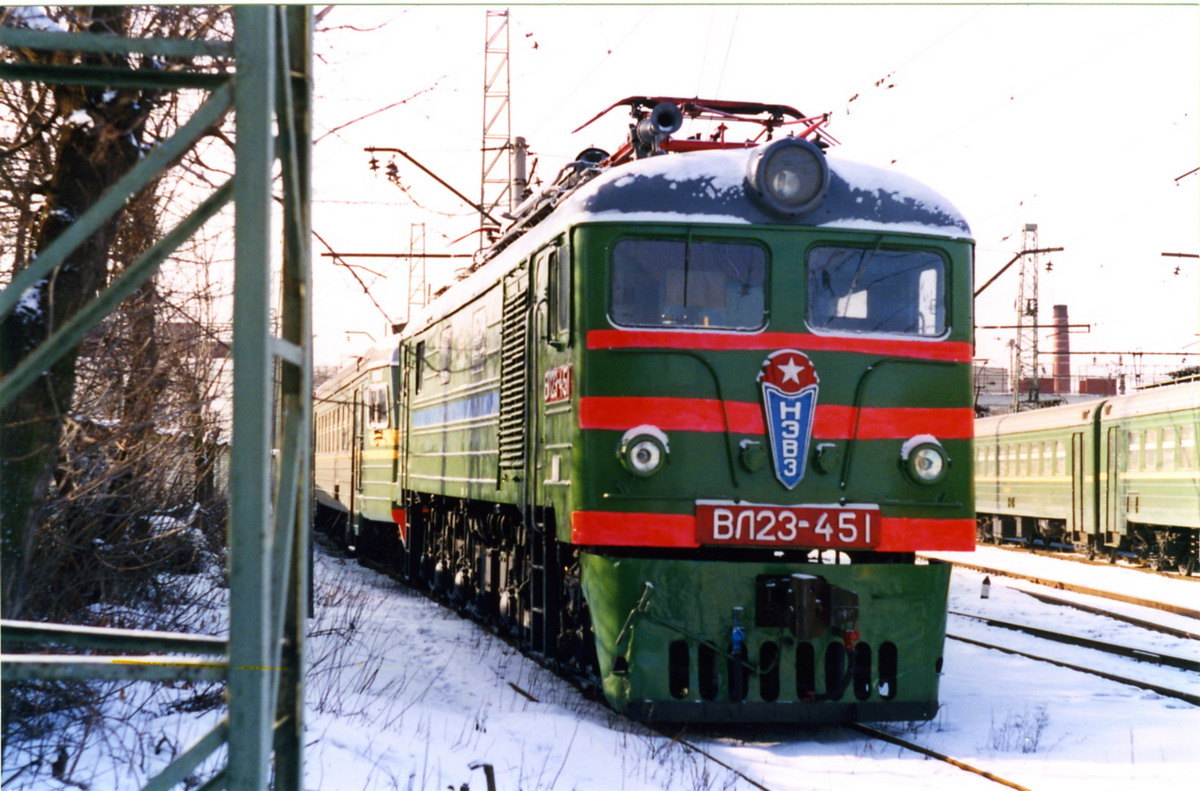
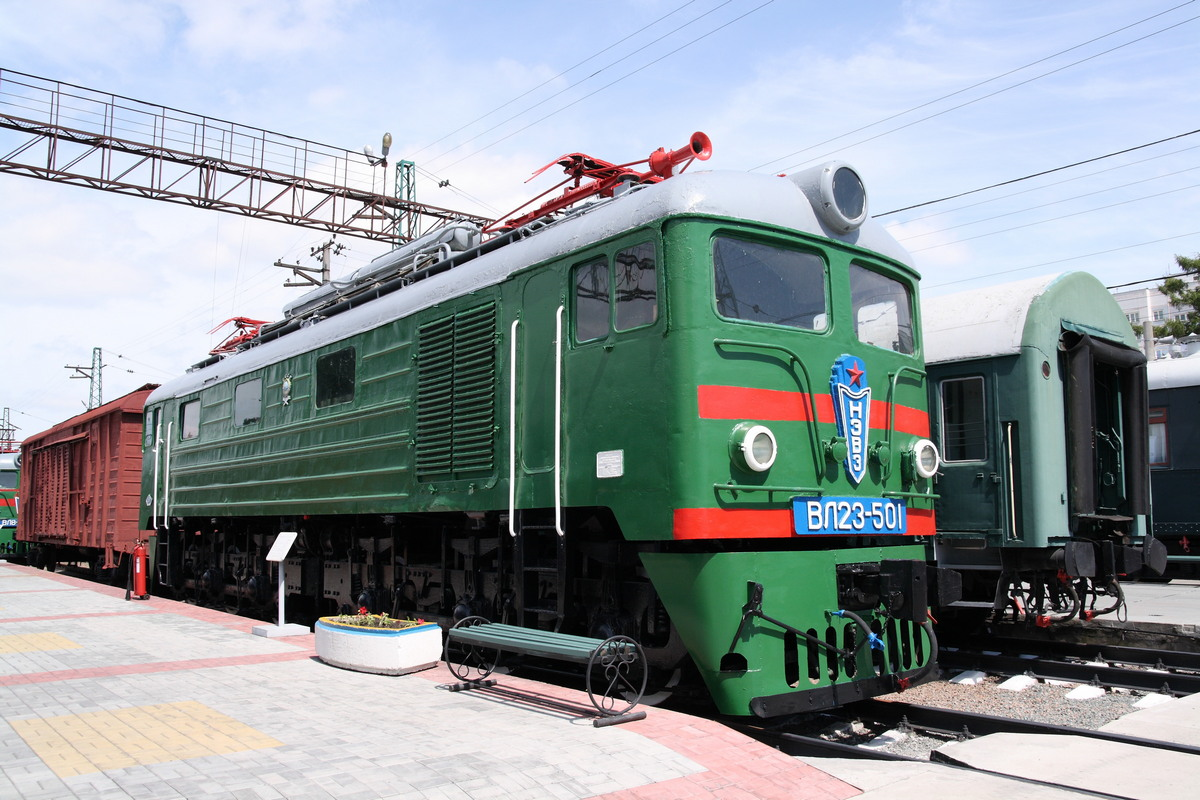